# Blazer Drive
Blazer Drive (ブレイザードライブ, Bureizā Doraibu) est un manga écrit et dessiné par Seishi Kishimoto. Il a été prépublié dans le magazine Monthly Shōnen Rival de l'éditeur Kōdansha entre avril 2008 et décembre 2010, et a été compilé en un total de neuf volumes. Le manga est licencié en version française par l'éditeur Kurokawa, qui avait déjà publié sa précédente œuvre, Satan 666.

## Synopsis
À la suite du développement de nouvelles énergies, les Mystickers ont été créés. Ces autocollants activent des énergies comme le feu, la glace ou encore la lumière, aidant les hommes au quotidien. C'est du moins ce que croyait Daichi.
Poursuivi par la culpabilité d'être responsable de la mort de ses parents et par le sentiment que son frère le hait depuis ce tragique accident, Daichi fait aujourd'hui partie d'une équipe qui essaie de récupérer le plus de Mystickers possibles. Cependant, sa vie va changer quand il va être pris pour cible par Namba, un Blazer, un homme qui s'approprie les pouvoirs des Mystickers. Daichi va alors être embarqué dans un monde où les Blazers s'affrontent grâce aux pouvoirs de leurs Mystickers, pouvoirs bien différents que ceux qu'il connaît déjà.

## Liste des chapitres
| no | Japonais        | Japonais          | Français         | Français          |
| no | Date de sortie  | ISBN              | Date de sortie   | ISBN              |
| --- | --------------- | ----------------- | ---------------- | ----------------- |
| 1 | 4 août 2008     | 978-4-06-380002-9 | 11 mars 2010     | 978-2-35142-436-0 |
| Liste des chapitres : 01. La succession 02. La décision du départ 03. Première mission |                 |                   |                  |                   |
| 2 | 4 décembre 2008 | 978-4-06-380018-0 | 11 mars 2010     | 978-2-35142-437-7 |
| Liste des chapitres : 04. Showdown at 003 05. L'assassin solitaire 06. Le souhait de Misora |                 |                   |                  |                   |
| 3 | 4 mars 2009     | 978-4-06-380032-6 | 12 mai 2010      | 978-2-35142-532-9 |
| Liste des chapitres : 07. L'ombre de la Kirinkai 08. Entraînement = shooter dans la canette 09. La Kirinkai passe à l'action ! 10. Despair gives courage to a coward (Le désespoir donne du courage à un lâche) |                 |                   |                  |                   |
| 4 | 3 juillet 2009  | 978-4-06-380056-2 | 19 août 2010     | 978-2-35142-533-6 |
| Liste des chapitres : 11. La fierté d'une femme 12. La lumière qui traverse l'obscurité 13. Blazer Drive 14. Endroit consigné 15. Le lien une fois encore                                                       |                 |                   |                  |                   |
| 5 | 4 novembre 2009 | 978-4-06-380075-3 | 10 novembre 2010 | 978-2-35142-534-3 |
| Liste des chapitres : 16. La nouvelle relation 17. La diseuse de bonne aventure 18. La sorcière de glace 19. Celle qui brille pour l'éternité                                                                   |                 |                   |                  |                   |
| 6 | 4 mars 2010     | 978-4-06-380092-0 | 10 février 2011  | 978-2-35142-602-9 |
| Liste des chapitres : 20. Get Back 21. À travers les temps obscurs 22. L'envahisseur 23. La lumière du monde réel                                                                                               |                 |                   |                  |                   |
| 7 | 2 juillet 2010  | 978-4-06-380112-5 | 12 mai 2011      | 978-2-35142-603-6 |
| Liste des chapitres : 24. Premiers Balbutiements 25. Hellfire 26. Ouverture ! 27. Une rencontre fatidique |                 |                   |                  |                   |
| 8 | 4 novembre 2010 | 978-4-06-380134-7 | 18 août 2011     | 978-2-35142-659-3 |
| Liste des chapitres : 27. BREAKTHROUGH 28. Toi et moi 29. Kirinkai 30. Half The World Away |                 |                   |                  |                   |
| 9 | 4 mars 2011     | 978-4-06-380153-8 | 10 novembre 2011 | 978-2-35142-685-2 |

## Produits dérivés
| Nom          | Éditeur | Console     | Date de sortie | Résumé                                                                                                 |
| ------------ | ------- | ----------- | -------------- | --- |
| Blazer Drive | Sega    | Nintendo DS | 4/12/2008      | RPG où le joueur incarne Shirô. La trame reprend les premiers tomes du manga du point de vue de Shirô. |